# 邦巴赖半岛
邦巴赖半岛（印尼语：Semenanjung Bomberai），是印度尼西亚位于新几内亚岛上的一个半岛，由西巴布亚省管辖，分属法克法克县、凯马纳县和宾图尼湾县，半岛上主要城市法克法克。